# Сопич
Сопи́ч — село в Україні, у Есманьській селищній громаді Шосткинського району Сумської області. Населення станом на травень 2025 року становить 22 особи. До 2020 орган місцевого самоврядування — Сопицька сільська рада.
Село розташовано за 44 км від м. Глухова на межі трьох областей: Сумської, Курської та Брянської.
Станом на 2010 рік головою сільради був Ушачов Василь Тимофійович.

## Географія
Село Сопич знаходиться на правому березі річки Клевень, вище за течією є село Некислиця (Севський район, Брянська область, Росія), нижче за течією на відстані 2,5 км розташоване село Потапівка. По селу протікає пересихаючий струмок. Поруч проходить автомобільна дорога М02 E101. По річці проходить кордон з Росією.

## Історія
Відоме зі середини XVI століття.
У XVII столітті належало гетьману Івану Самойловичу
5 червня 1750 року передане у володіння гетьману Кирилові Розумовському.
З 1917 — у складі УНР, з квітня 1918 — у складі Української Держави Гетьмана Павла Скоропадського. З 1921 тут панує стабільний окупаційний режим комуністів, якому чинили опір місцеві мешканці.
Під час організованого радянською владою Голодомору 1932—1933 років померло щонайменше 206 жителів села.
12 червня 2020 року, відповідно до розпорядження Кабінету Міністрів України № 723-р «Про визначення адміністративних центрів та затвердження територій територіальних громад Сумської області», село увійшло до складу Есманьської селищної громади.
19 липня 2020 року, в результаті адміністративно-територіальної реформи та ліквідації Глухівського району, село увійшло до складу новоутвореного Шосткинського району.

#### Російське вторгнення в Україну (з 2022)
1 серпня 2024 року російські війська ударили по селу  FPV-дроном. Поранено мешканця громади. Також у селі через обстріл пошкоджений житловий будинок.
10 серпня 2024 року росіяни обстріляли село з мінометів, пошкоджені 2 приватні будинки - повідомили в оперативному командуванні «Північ».
22 серпня 2024 року близько полудня відбувся черговий обстріл з боку рф. Загинули мешканці села 1950 і 1957 років народження — Володимир Оніщенко і Василь Олексієнко. Поранена — Валентина Олексієнко, дружина останнього. Люди на момент обстрілу були на городі,
28 серпня 2024 року команді загону швидкого реагування Сумської обласної організації ТЧХУ вчора вдалось вивезти 57 людей із села Сопич. Серед них четверо маломобільних та десятеро літніх осіб. У селі наразі дуже високий рівень небезпеки через обстріли. Волонтери здійснили чотири виїзди, аби забрати всіх, хто на той момент ухвалив рішення і був готовий евакуюватись. Всіх доправили до міста Глухів. Далі до обласного центру відвезли 13 людей з числа евакуйованих.

## Населення

### Мова
Розподіл населення за рідною мовою за даними перепису 2001 року:
| Мова       | Кількість | Відсоток |
| ---------- | --------- | -------- |
| російська  | 731       | 95.68%   |
| українська | 33        | 4.32%    |
| Усього     | 225       | 100%     |

## Цікаві факти
Сопич є першим населеним пунктом на території України по автодорозі Москва-Брянськ-Київ (М02 E101).

## Відомі люди
- Авдєєв Федір Степанович — доктор педагогічних наук, професор, ректор Орловського державного університету (1992—2013).
- Греків Олександр Петрович — український військовий діяч, генерал-хорунжий Армії УНР.
- Моргунов Олександр Іванович — український військовик, учасник російсько-української війни[11].